# Hendrik Antoon Lorentz
Hendrik Antoon Lorentz [héndrik ánton lórenc], nizozemski fizik, * 18. julij 1853, Arnheim, Nizozemska, † 4. februar 1928, Haarlem, Nizozemska.
Lorentz je raziskoval sevanje v magnetnem polju. Z Lorentzevimi transformacijami ({\displaystyle a_{\mu \nu }}, {\displaystyle \lambda _{ik}}) je prispeval k nastanku Einsteinove posebne teorije relativnosti.
Skupaj s Pietrom Zeemanom je leta 1902 prejel Nobelovo nagrado za fiziko za raziskave o vplivu magnetizma na sevanje.
Leta 1912 ga je na Univerzi v Leidnu nasledil Ehrenfest.
Za svoje znanstvene dosežke je Lorentz leta 1918 prejel Copleyjevo medaljo Kraljeve družbe iz Londona.